# Kelvin Matute
Kelvin Ewome Matute (Buéa, 10 ottobre 1988) è un calciatore camerunese, centrocampista del Pomigliano.

## Carriera
Dopo aver giocato nel settore giovanile del Sarone, nel 2006 viene tesserato dall'Udinese, con cui gioca per due stagioni nella squadra Primavera, andando anche saltuariamente in panchina con la prima squadra, in Serie A.
Nella stagione 2008-2009 passa in prestito all'Arezzo, in Prima Divisione Lega Pro; con la squadra toscana gioca 30 partite segnando 2 gol, più altre due presenze senza reti nei play-off per l'accesso in Serie B. L'anno seguente passa, sempre con la formula del prestito, al Cesena, squadra di Serie B, dove gioca 9 partite e segna un gol. La squadra romagnola chiude il campionato al secondo posto in classifica, conquistando così la promozione in Serie A, categoria in cui Matute non viene riconfermato: per la stagione 2010-2011 viene infatti ceduto, ancora una volta in prestito, alla Triestina, con cui gioca altre 19 partite in serie cadetta.
Nel 2011 viene acquistato a titolo definitivo dal Crotone, con cui gioca 4 partite e segna un gol; nel mercato di gennaio passa in prestito al Latina, con cui gioca un'intera stagione da titolare in Prima Divisione Lega Pro. A fine anno torna per fine prestito al Crotone, con cui disputa il successivo campionato di Serie B, nel quale segna una rete in 26 presenze. Rimane in organico nella società calabrese anche nella stagione 2013-2014, nella quale segna una doppietta nella prima giornata di campionato, nella sconfitta (5-2) del Franchi contro il Siena. Inizia la stagione 2014-2015 con la Pro Vercelli. Il 13 gennaio 2015 ritorna al Crotone.
L'8 gennaio 2016 viene presentato dalla Casertana. Debutta ufficialmente con la maglia dei falchetti l'11 gennaio nel posticipo della 17.a giornata in trasferta contro la Paganese. In tale match realizza la sua prima rete segnando l'1-2 (la partita è poi terminata 2-2). Il 6 gennaio 2017 viene ufficializzato il suo trasferimento alla Juve Stabia.
Il 21 luglio 2019 ha firmato un contratto col Taranto, partecipante al campionato di Serie D. Squadra nella quale alla seconda stagione vince il campionato di Serie D girone H, conquistando così la promozione in serie C. Non viene confermato dalla società ionica per la stagione successiva, rimanendo così svincolato all'inizio della sessione estiva di calciomercato.
Il 1º settembre 2021 viene ufficializzato il suo ingaggio da parte dell'AC Taverne, squadra militante nel campionato di seconda lega interregionale della Svizzera. Il 26 novembre 2021 fa ritorno in Italia e si trasferisce nel San Marzano Calcio, squadra che milita nel campionato di Eccellenza Campania. L’11 agosto 2022 si trasferisce nell’Ischia, squadra che milita nel campionato di Eccellenza Campania. Nel luglio del 2023 passa all'FC Pompei.

## Statistiche

### Presenze e reti nei club
Statistiche aggiornate al 23 maggio 2018.
| Stagione            | Squadra             | Campionato          | Campionato | Campionato | Coppe nazionali | Coppe nazionali | Coppe nazionali | Coppe continentali | Coppe continentali | Coppe continentali | Altre coppe | Altre coppe | Altre coppe | Totale | Totale |
| Stagione            | Squadra             | Comp                | Pres       | Reti       | Comp            | Pres            | Reti            | Comp               | Pres               | Reti               | Comp        | Pres        | Reti        | Pres   | Reti   |
| ------------------- | ------------------- | ------------------- | ---------- | ---------- | --------------- | --------------- | --------------- | ------------------ | ------------------ | ------------------ | ----------- | ----------- | ----------- | ------ | ------ |
| 2008-2009           | Arezzo              | 1D                  | 30+2       | 2          | CI+CI-LP        | 1+0             | 0               | -                  | -                  | -                  | -           | -           | -           | 33     | 2      |
| 2009-2010           | Cesena              | B                   | 9          | 1          | CI              | -               | -               | -                  | -                  | -                  |             | -           | -           | 9      | 1      |
| 2010-gen. 2011      | Triestina           | B                   | 19         | 0          | CI              | 1               | 0               | -                  | -                  | -                  | -           | -           | -           | 20     | 0      |
| gen.-giu. 2011      | Crotone             | B                   | 4          | 1          | CI              | -               | -               | -                  | -                  | -                  | -           | -           | -           | 4      | 1      |
| 2011-2012           | Latina              | 1D                  | 31+1       | 1          | CI+CI-LP        | 0+3             | 0               | -                  | -                  | -                  | -           | -           | -           | 35     | 1      |
| 2012-2013           | Crotone             | B                   | 26         | 1          | CI              | 1               | 0               | -                  | -                  | -                  | -           | -           | -           | 27     | 1      |
| 2013-2014           | Crotone             | B                   | 29         | 3          | CI              | 0               | 0               | -                  | -                  | -                  | -           | -           | -           | 29     | 3      |
| 2014-gen. 2015      | Pro Vercelli        | B                   | 10         | 0          | CI              | -               | -               | -                  | -                  | -                  | -           | -           | -           | 10     | 0      |
| gen.-giu. 2015      | Crotone             | B                   | 16         | 0          | CI              | -               | -               | -                  | -                  | -                  | -           | -           | -           | 16     | 0      |
| Totale Crotone      | Totale Crotone      | Totale Crotone      | 75         | 9          |                 | 1               | 0               |                    | -                  | -                  |             | -           | -           | 76     | 9      |
| 2015-gen. 2016      | Pro Vercelli        | B                   | 13         | 0          | CI              | 0               | 0               | -                  | -                  | -                  | -           | -           | -           | 0      | 0      |
| Totale Pro Vercelli | Totale Pro Vercelli | Totale Pro Vercelli | 23         | 0          |                 | 0               | 0               |                    | -                  | -                  |             | -           | -           | 23     | 0      |
| gen. 2016-giu. 2016 | Casertana           | LP                  | 12         | 2          | CI+CLP          | 0+0             | 0+0             | -                  | -                  | -                  | -           | -           | -           | 12     | 2      |
| 2016-gen. 2017      | Casertana           | LP                  | 18         | 0          | CI+CI-LP        | 2+0             | 0+0             | -                  | -                  | -                  | -           | -           | -           | 20     | 0      |
| Totale Casertana    | Totale Casertana    | Totale Casertana    | 30         | 2          |                 | 2               | 0               |                    | -                  | -                  |             | -           | -           | 32     | 2      |
| gen.-giu. 2017      | Juve Stabia         | LP                  | 7+2        | 0          | CI+CI-LP        | -               | -               | -                  | -                  | -                  | -           | -           | -           | 9      | 0      |
| 2017-2018           | Juve Stabia         | C                   | 23+2       | 0          | CI+CI-C         | 1+1             | 0               | -                  | -                  | -                  | -           | -           | -           | 27     | 0      |
| Totale Juve Stabia  | Totale Juve Stabia  | Totale Juve Stabia  | 30+4       | 0          |                 | 2               | 0               |                    | -                  | -                  |             | -           | -           | 36     | 0      |
| Totale carriera     | Totale carriera     | Totale carriera     | 247+7      | 11         |                 | 10              | 0               |                    | -                  | -                  |             | -           | -           | 264    | 11     |

## Palmarès

### Club

#### Competizioni nazionali
- Serie D: 2

Avellino: 2018-2019 (girone G)
Taranto: 2020-2021 (girone H)
- Scudetto Dilettanti: 1

Avellino: 2018-2019